# Sense tu
Sense Tu (Tradução: "Sem Você") foi a canção andorrana no Festival Eurovisão da Canção 2006. Interpretada em catalão por Jenny, a canção teve que se classificar desde a semifinal devido a que Andorra não esteve no Top 10 do Festival anterior.
A canção foi a 4ª a ser apresentada no Festival (depois de Anžej Dežan da Eslovênia com "Mr. Nobody" e antes de Polina Smolova de Bielorrússia com "Múm"). Ao fim da votação, a canção havia recebido só 8 pontos (da jurada espanhola) e terminou em 23º - último - lugar, por tanto Andorra teria que se classificar desde a semifinal na sua seguinte aparição no Festival.
A interpretação foi criticada por fãs e comentaristas, dado que Jenny estava rodeada por um número de bailarinas usando saias brancas e Jenny em algo que parecía um vestido negro de noite.
A canção fora interpretada também por Anabel Conde, quem já participou do festival pela Espanha no ano de 1995.
Foi seguida como representante andorrana no Festival de 2007 por Anonymous com "Salvem el món".

## Letra
A canção é uma balada dramática, con a cantora descrevendo como foi  "o caminho final" sem seu amor. Por tanto, ela canta como se não tivesse razão para viver sem ele.